# بازار کوکس-۳
بازار کوکس-۳ (به لاتین: Cox's Bazar-3) یک منطقهٔ مسکونی در بنگلادش است که در ناحیه کاکس‌بازار واقع شده‌است.